# Scaptomyza biseta
Scaptomyza biseta är en tvåvingeart som beskrevs av Malloch 1932. Scaptomyza biseta ingår i släktet Scaptomyza och familjen daggflugor. Inga underarter finns listade i Catalogue of Life.